# Edward Singleton Holden

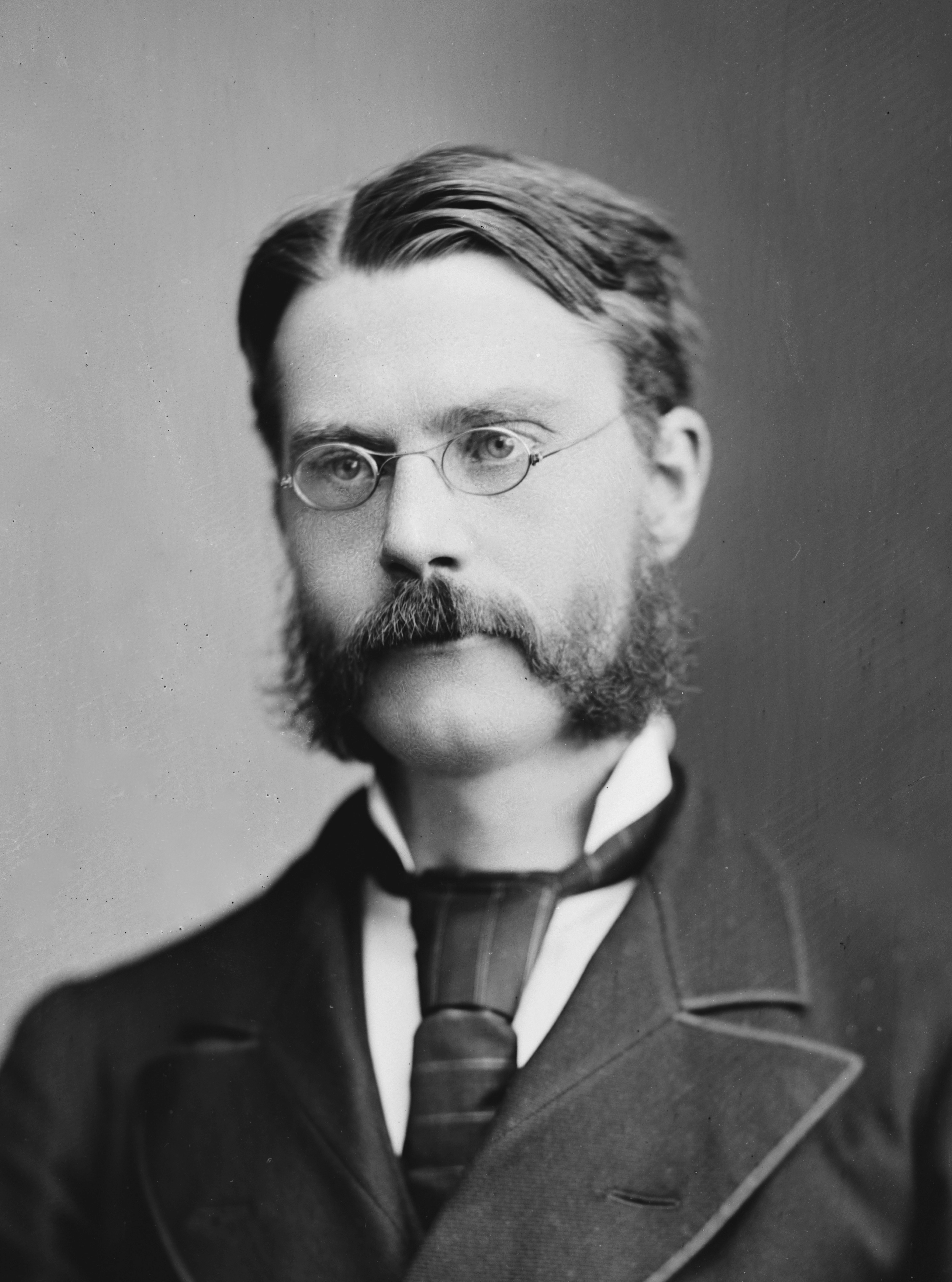
Edward Singleton Holden

Edward Singleton Holden (ur. 5 listopada 1846, zm. 16 marca 1914) – amerykański astronom.

## Życiorys
Ukończył West Point, pracował między innymi w US Naval Observatory i Washburn Observatory. W 1885 został wybrany na członka National Academy of Sciences.
W 1901 został głównym bibliotekarzem w West Point, gdzie pracował do końca życia.
Odkrył 22 obiekty NGC.